# Jean-Nicolas Fortin
Pour les articles homonymes, voir Fortin.
Jean-Nicolas Fortin, né à Mouchy-la-Ville le 9 août 1750 où il est mort le 18 mai 1831, est un fabricant français d'instruments scientifiques.
Parmi ses clients se trouvaient des scientifiques de renom tels qu'Antoine Lavoisier, pour qui il fabrique une balance de précision, le trébuchet ; Louis Joseph Gay-Lussac, François Arago et Pierre Louis Dulong. On se souvient surtout de Fortin pour sa conception du baromètre, maintenant appelé baromètre Fortin, qu'il a introduit vers 1800.

## Biographie

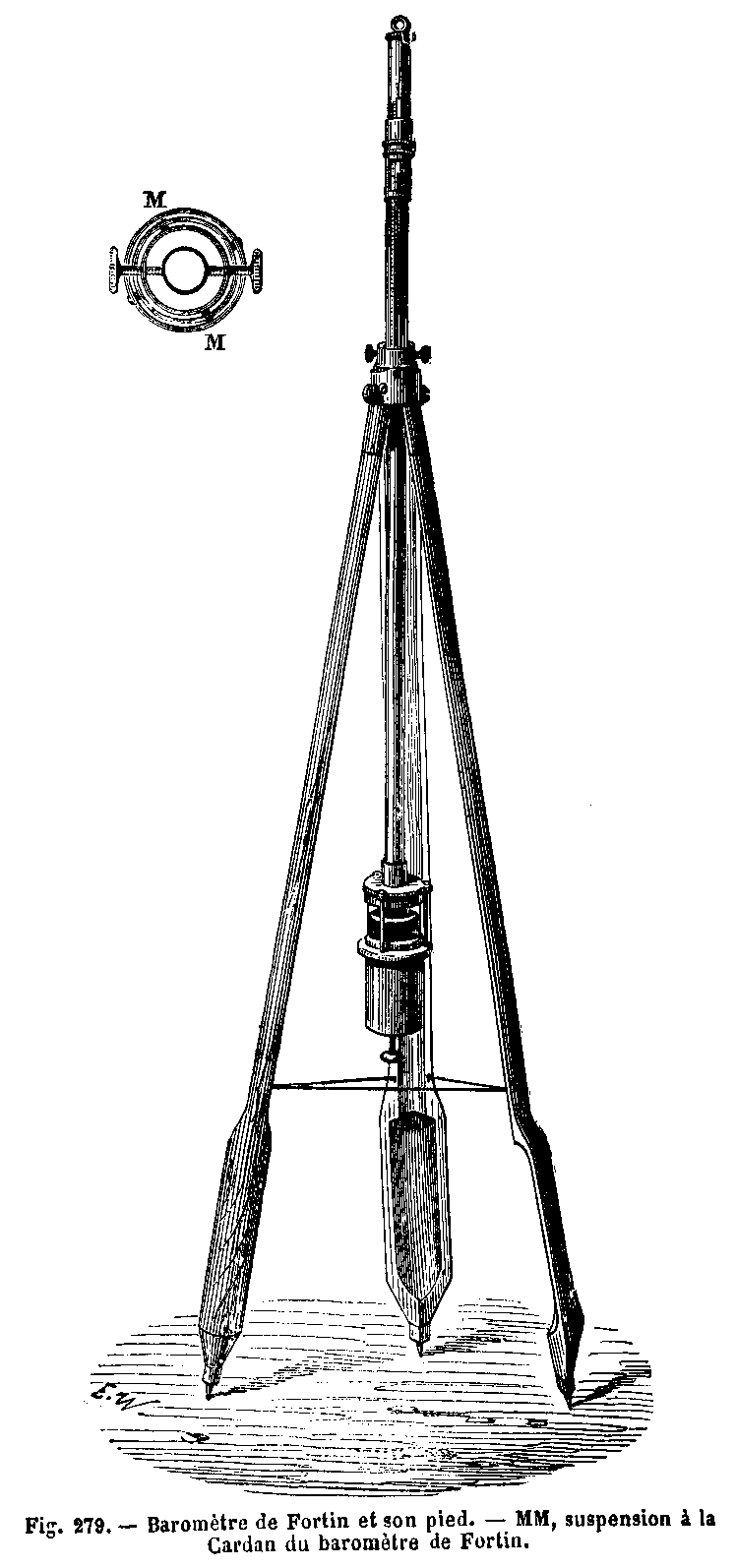
Baromètre Fortin.

Jean-Nicolas Fortin est né le 9 août 1750 à Mouchy-la-Ville, dans l'Oise en Picardie,. Il est devenu ingénieur et mécanicien au service du roi et de la famille royale de France, produisant des globes et des sphères.
Membre du bureau des longitudes, Fortin utilise ses connaissances pour améliorer le baromètre avec une citerne à mercure en verre à la base d'un tube de rempli de mercure avec une partie en verre à travers laquelle on peut voir le mercure exposé à l'atmosphère. Afin de diminuer le volume du mercure dans la cuvette inférieure et de faciliter la lecture, Fortin imagine, en collaboration avec le mécanicien Ernst, un système de vis et de membrane de cuir permettant d'amener la surface libre au niveau d'un repère de hauteur fixe par rapport au tube. Un curseur lié à celui-ci permet la mesure directe de la hauteur de la colonne barométrique. Il en conçoit aussi un trépied, dont les branches repliées constituent des protections pour le tube de verre.
Parmi ses inventions, on lui doit un gazomètre (1784) et le trébuchet, cette balance extrêmement précise, nécessaire à Lavoisier pour déterminer la valeur provisoire du kilogramme. S’intéressant à l'aérostation, il fournit à Gay-Lussac des instruments pour étudier la dilatation des gaz.
Le cercle répétiteur de Fortin que cite Jules Verne dans le chapitre VIII de son roman Aventures de trois Russes et de trois Anglais dans l'Afrique australe permet de calculer un arc de méridien.
Contrairement à ce qu'écrivent de nombreuses encyclopédies telles Universalis, il n'est pas mort à Paris mais dans son village natal le 18 mai 1831 à Mouchy-le-Châtel.

## Hommage
- Rue Nicolas-Fortin (Paris)